# Tomosvaryella gobiensis
Tomosvaryella gobiensis är en tvåvingeart som beskrevs av De Meyer och Skevington 2000. Tomosvaryella gobiensis ingår i släktet Tomosvaryella och familjen ögonflugor.
Artens utbredningsområde är Mongoliet. Inga underarter finns listade i Catalogue of Life.